# 拉尔尚
拉尔尚（法語：Larchamp，法語發音：[laʁʃɑ̃] ⓘ）是法国马耶讷省的一个市镇，属于马耶讷区。

## 地理
拉尔尚（48°21'43"N, 0°59'55"W）面积40.17 平方千米，位于法国卢瓦尔河地区大区马耶讷省，该省份为法国西北部内陆省份，北起芒什省和奧恩省，西接伊勒-维莱讷省，南至曼恩-卢瓦尔省，东临萨尔特省。
与拉尔尚接壤的市镇（或旧市镇、城区）包括：蒙托丹、勒洛鲁、埃尔内、拉佩勒里讷、圣但尼德加斯蒂讷、曼恩地区圣埃利耶、圣皮埃尔德朗德、拉沙佩勒-弗勒里涅。

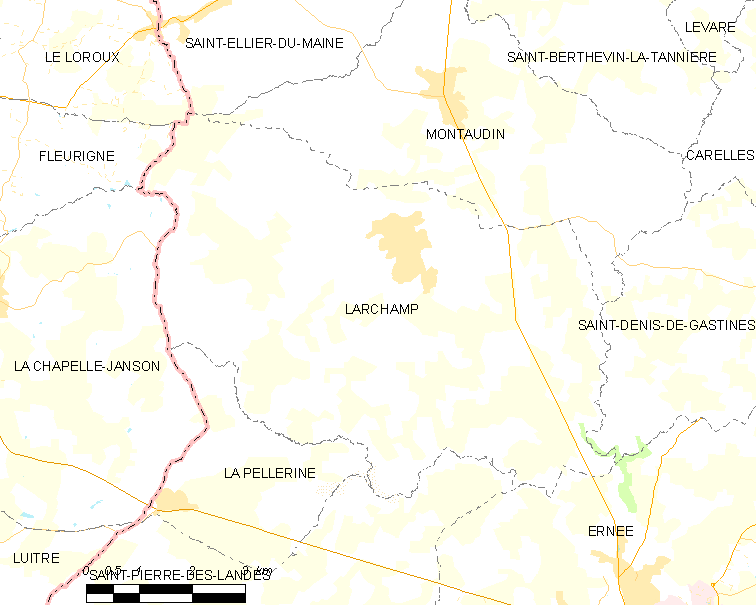
拉尔尚的OSM定位图

拉尔尚的时区为UTC+01:00、UTC+02:00（夏令时）。

## 行政
拉尔尚的邮政编码为53220，INSEE市镇编码为53126。

## 政治
拉尔尚所属的省级选区为埃尔内县。

## 人口

1962-2008年间拉尔尚人口变化图示

拉尔尚于2022年1月1日时的人口数量为1012人。